# Championnat d'Allemagne de kayak-polo
Le championnat d'Allemagne de kayak-polo est une compétition de kayak-polo.

## Présentation
(octobre 2015).

## Résultats
| Place          | Équipe                            |
| -------------- | --------------------------------- |
| 1              | WSF Liblar                        |
| 2              | KCNW Berlin                       |
| 3              | KSV Rothe Mühle Essen             |
| 4              | BWS Hamburg                       |
| 5              | Kanu Club Wetter/Ruhr             |
| 6              | Göttinger Paddler-Club            |
| 7              | Meidericher Kanu-Club             |
| 8              | Kanu-Gesellschaft Wanderfalke     |
| 9              | Rasensportverein Hannover         |
| 10             | Kanu-Club Radolfzell              |
| 11             | Verein für Kanusport Berlin (D)   |
| 12             | Wassersportverein Quakenbrück (D) |
| (D) = Descente |                                   |

| Place          | Équipe                            |
| -------------- | --------------------------------- |
| 1              | Göttinger PC                      |
| 2              | KCNW Berlin                       |
| 3              | Ski und Kanugesellschaft Hanau    |
| 4              | KSV Havelbrüder Berlin            |
| 5              | Alster-Canoe-Club Hamburg         |
| 6              | Kanu-Gemeinschaft List            |
| 7              | KSV Rothe Mühle Essen (D)         |
| 8              | Wassersportverein De Witt-See (D) |
| (D) = Descente |                                   |